# Crocozona ovalis
Crocozona ovalis är en fjärilsart som beskrevs av Felix Bryk 1953. Crocozona ovalis ingår i släktet Crocozona och familjen Riodinidae. Inga underarter finns listade i Catalogue of Life.